# سید محمدرضا جعفری
سید محمدرضا جعفری (زادهٔ ۱۳۳۶ در کرمان) نمایندهٔ حوزهٔ انتخابیهٔ زرند در دورهٔ پنجم مجلس شورای اسلامی بوده‌است.